# Mario Sagradini
Mario Sagradini (Montevideo, 22 de septiembre de 1946) es un grabador, curador y docente uruguayo.

## Biografía
Su infancia y adolescencia transcurrieron en Buenos Aires done comenzó sus estudios de arte en la Mutual de Estudiantes y Egresados de Bellas Artes de Buenos Aires (Argentina) para luego continuar su formación en la Escuela Nacional de Bellas Artes de Montevideo. También realizó estudios en la Facultad de Arquitectura.
En 1969 cofundó el Centro Productor Gamma 70 en Montevideo. Durante el período de dictadura militar se exilió en Italia donde realizó estudios de grabado, habiendo concurrido al Studio Camnitzer-Porter en Lucca y al de Swietlan Kraczyna en Florencia.
Impartió docencia en la Escuela Nacional de Bellas Artes de Montevideo, en el Club de Grabado de la misma ciudad, en el Foto Club Uruguayo, en el Museo Agustín Araújo de la ciudad de Treinta y Tres (Uruguay), en el Museo de la ciudad de San José (Uruguay), en Studio Camnitzer (Lucca, Italia) y en su propio taller de Florencia (Italia).
En 1995 recibió la beca Fundación Rockefeller - Universidad de Texas en Austin y en 1999, la Beca Guggenheim para artistas.
Entre 1996 y 1999 se desempeñó como Director del Departamento de Artes Plásticas de la Dirección Nacional de Cultura (Ministerio de Educación y Cultura, Uruguay) y fue director del Museo Nacional de Artes Visuales entre 2009 y 2010.
En 2001 fue residente en Villa Serbelloni (Fundación Rockefeller, Lago di Como, Italia) para realizar un proyecto de arte.
Su actividad como curador lo llevó a participar de varias muestras desde 1993; integró jurados en diversos certámenes de arte; brindó charlas y conferencias sobre su especialidad en Uruguay y en el extranjero y a participar en Bienales Internacionales de Grabado y en Bienales de arte.
En el año 2006 recibió, junto con Leonilda González y Carlos Caffera, el Premio Figari en reconocimiento a su trayectoria artística.
Participó del diseño del Memorial de los Detenidos Desaparecidos que fue inaugurado el 10 de diciembre de 2001 en la Villa del Cerro, Montevideo, Uruguay.
En 2007 representó a su país en la Bienal de Cuenca y en 2017 en la Bienal de Venecia.

## Algunas exposiciones
- 2017, La ley del embudo, pabellón uruguayo Bienal de Venecia.
- 2016, Vademecum (con la gentil participación de Lucía y Mario), Museo Nacional de Artes Visuales, Montevideo, Uruguay.[5]
- 2011, Equis, Centro Cultural Dodecá, Montevideo, Uruguay.
- 2008, Largometrajes (en continuado), Centro Cultural Dodecá, Montevideo, Uruguay.
- 2007, Paisaje en lontananza, Librería La Lupa, Montevideo, Uruguay.
- 2005, Solé-Solís, Interferencias de arte, Teatro Solís, Montevideo, Uruguay.
- 2004, La tierra purpúrea/The Purple Land, Museo Nacional de Artes Visuales, Montevideo, Uruguay.
- 1998, The Purple Land/La tierra purpúrea, Mexic-Arte Museum, Austin, Texas.

## Premios
- 2002, Primer Premio 50 Salón Nacional de Artes Visuales, Uruguay.
- 1999, Primer Premio Memorial de los Desaparecidos en Montevideo, (en equipo con los arquitectos Marta Kohen y Ruben Otero; Ing. Agr. Rafael Dodera; Pablo Frontini y Diego López de Haro).
- 1986, Primer Premio 34 Salón Municipal (Proyectos).